# Тайнань
Тайнань (кит.: 臺南市) — шосте за населенням місто Тайваню, один з шести міст центрального підпорядкування Тайваню. Знаходиться в південно-західній частині острова, в тропіках, на узбережжі Тайванської протоки. У 1662–1683 роках був столицею держави Туніннг, потім до 1887 року був столицею Тайваню. Місто знамените великою кількістю історичних та архітектурних пам'яток.

## Клімат
Місто знаходиться у зоні, котра характеризується мусонним кліматом. Найтепліший місяць — липень із середньою температурою 28.3 °C (83 °F). Найхолодніший місяць — січень, із середньою температурою 17.2 °С (63 °F).
| Клімат Тайнаня          | Клімат Тайнаня | Клімат Тайнаня | Клімат Тайнаня | Клімат Тайнаня | Клімат Тайнаня | Клімат Тайнаня | Клімат Тайнаня | Клімат Тайнаня | Клімат Тайнаня | Клімат Тайнаня | Клімат Тайнаня | Клімат Тайнаня | Клімат Тайнаня |
| Показник                | Січ.           | Лют.           | Бер.           | Квіт.          | Трав.          | Черв.          | Лип.           | Серп.          | Вер.           | Жовт.          | Лист.          | Груд.          | Рік            |
| Абсолютний максимум, °C | 31             | 30             | 32             | 33             | 34             | 35             | 34             | 35             | 33             | 33             | 32             | 30             | 35             |
| Середній максимум, °C   | 22             | 23             | 26             | 27             | 30             | 30             | 31             | 31             | 31             | 30             | 26             | 23             | 27             |
| Середня температура, °C | 17             | 18             | 21             | 23             | 26             | 27             | 28             | 27             | 27             | 25             | 21             | 18             | 23             |
| Середній мінімум, °C    | 12             | 13             | 16             | 19             | 22             | 24             | 25             | 24             | 23             | 21             | 17             | 14             | 19             |
| Абсолютний мінімум, °C  | 3              | 3              | 8              | 11             | 15             | 19             | 21             | 21             | 18             | 13             | 8              | 6              | 3              |
| Норма опадів, мм        | 10             | 10             | 20             | 80             | 160            | 390            | 400            | 400            | 210            | 20             | 20             | 10             | 1790           |
| Днів з дощем            | 1              | 1              | 2              | 4              | 5              | 11             | 9              | 11             | 6              | 1              | 1              | 1              | 59             |
| Вологість повітря, %    | 81             | 81             | 80             | 81             | 81             | 85             | 83             | 85             | 84             | 81             | 81             | 82             | 82             |
| ----------------------- | -------------- | -------------- | -------------- | -------------- | -------------- | -------------- | -------------- | -------------- | -------------- | -------------- | -------------- | -------------- | -------------- |
| Джерело: Weatherbase    |                |                |                |                |                |                |                |                |                |                |                |                |                |

## Події
16 лютого 2016, за два дні до Китайського нового року, о 03:57:27 (за місцевим часом) стався землетрус з епіцентром за 31 км на Пд-Сх від міста. Внаслідок руйнувань кількох будинків загинуло щонайменше 14 людей, та ще близько 500 травмовано. 

## Культура
- Державний музей тайванської літератури

## Райони
- Anping
- Annan
- East
- Західно-Центральний
- South
- North
- Xinying
- Yongkang
- Baihe
- Jiali
- Madou
- Shanhua
- Xinhua
- Xuejia
- Yanshui
- Anding
- Danei
- Beimen
- Dongshan
- Guanmiao
- Гуантянь
- Guiren
- Houbi
- Jiangjun
- Liujia
- Liuying
- Longqi
- Nanhua
- Nanxi
- Qigu
- Rende
- Shanshang
- Xiaying
- Xigang
- Xinshi
- Yujing
- Zuozhen

## Міста-побратими
- Монтерей (8 лютого 1965)
- Кванджу (17 вересня 1968)
- Сан-Хосе (12 квітня 1977)
- Канзас-Сіті (10 квітня 1978)
- Колумбус (7 жовтня 1980)
- Кавіт-Сіті (16 серпня 1980)
- Тагайтай (16 серпня 1980)
- Трес Мартірес (16 серпня 1980)
- Пасай (10 вересня 1980)
- Цзіньмень (27 квітня 1981)
- Санта-Крус-де-ла-Сьєрра (5 червня 1981)
- Міський округ Бухта Нельсона Мандели (11 березня 1982)
- Орландо (24 червня 1982)
- Голд-Кост (27 жовтня 1982)
- Фербанкс (16 травня 1983)
- Ларедо (12 жовтня 1985)
- Оклахома-Сіті (23 серпня 1986)
- Гантсвілл (25 серпня 1986)
- Карбондейл (30 серпня 1991)
- Левен (5 березня 1993)
- Сногоміш (30 червня 1998)
- Раанана (26 жовтня 1999)
- Сакапа (18 березня 2003)
- Ельблонг (29 квітня 2004)
- Пенху (7 липня 2004)
- Кечіорен (4 липня 2005)
- Есб'єрг (7 липня 2005)
- Кагаян-де-Оро (9 вересня 2005)
- Сендай (20 січня 2006)
- Нікко (16 січня 2009)
- Алмере (20 червня 2009)
- Мінакамі (29 червня 2013)
- Аризона (12 листопада 2013)
- Префектура Сіґа (19 грудня 2013)
- Парраматта (5 червня 2014)
- Каґа (7 липня 2014)
- Штирія (5 жовтня 2015)
- Чандлер (27 жовтня 2016)
- Фудзіномія (24 червня 2017)
- Префектура Аоморі (4 грудня 2017)
- Хіросакі (4 грудня 2017)
- Ямаґата (6 грудня 2017)